# Aeroporto di Brindisi-Casale
L'Aeroporto del Salento è un aeroporto italiano che serve Brindisi e il Salento ed è gestito da Aeroporti di Puglia S.p.a..
Il contiguo aeroporto militare, che sfrutta le stesse aree di decollo, è invece intitolato a Orazio Pierozzi, aviatore della prima guerra mondiale.
Si trova a circa 6 km dal centro cittadino.
In passato aveva il nome di aeroporto di Papola-Casale, in quanto dedicato all'aviatore Antonio Papola, morto in volo nel 1938, e ubicato nell'omonima frazione comunale.

## Storia

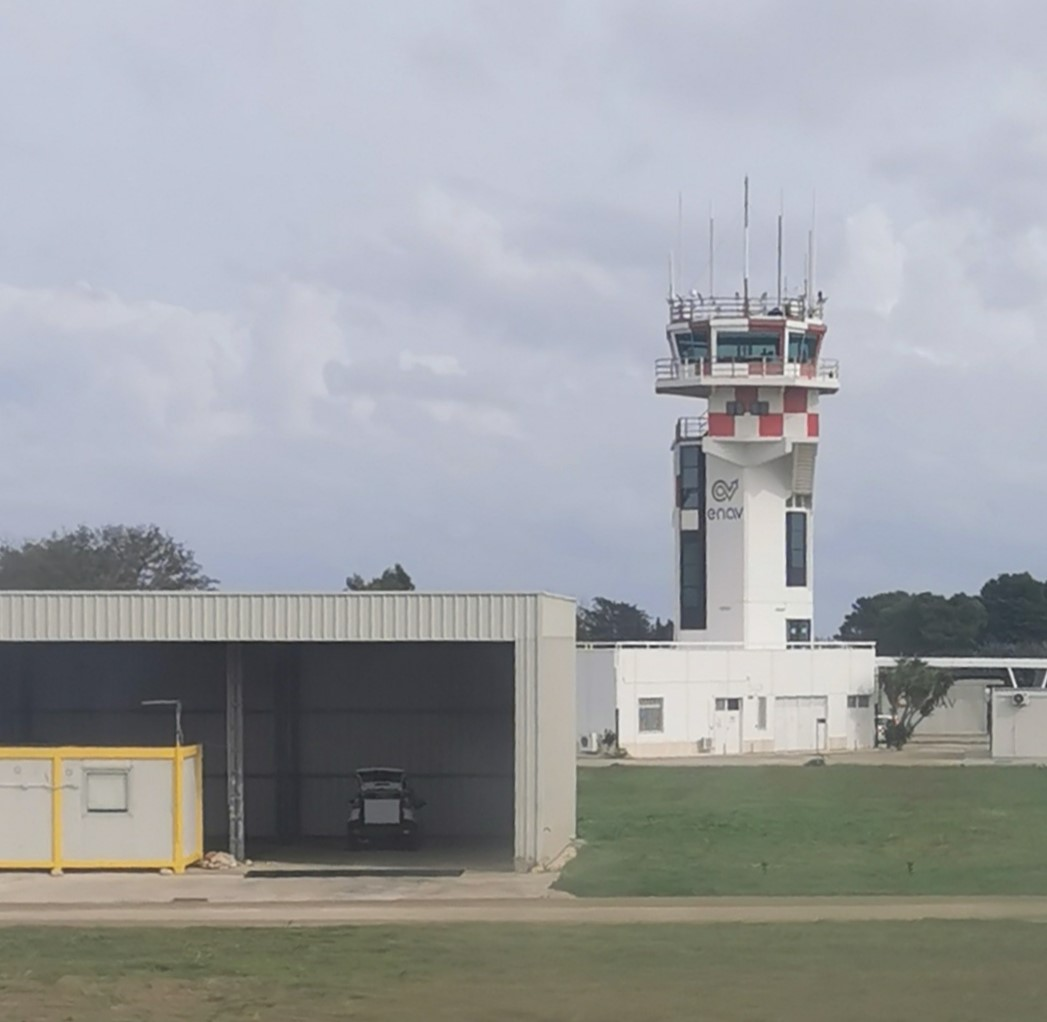
Torre di controllo

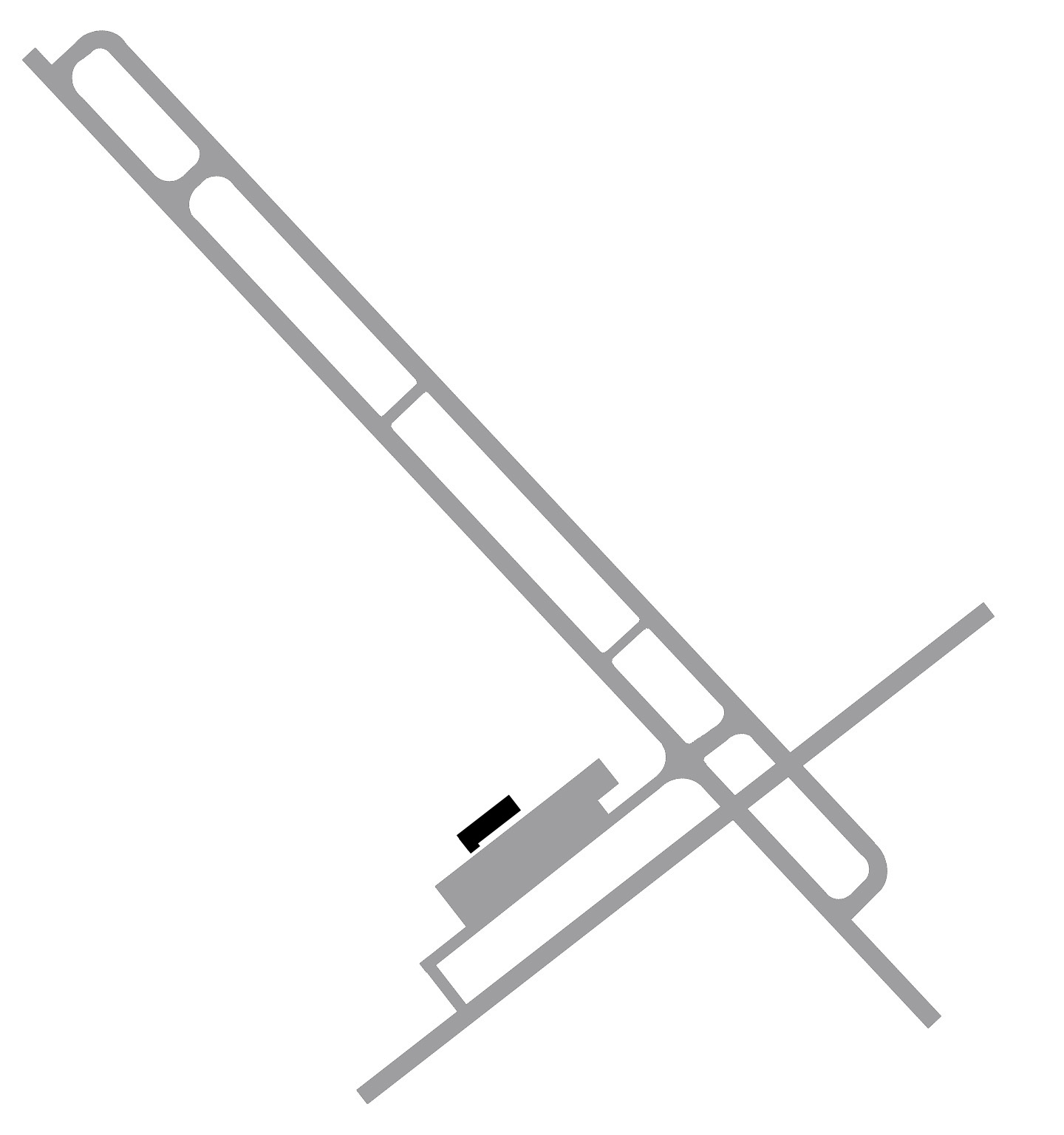
Mappa dell'aeroporto

L'aeroporto nasce negli anni venti con la costruzione di una pista militare, vicino agli spazi già utilizzati dal 1914 dagli idrovolanti che sfruttavano l'adiacente bacino del porto medio di Brindisi. Lo sviluppo commerciale, invece, iniziò subito dopo con la compagnia Ala Littoria, che collegava Brindisi a Roma.
L'attività civile aeroportuale fu poi interrotta nel 1943 per cause collegate alla seconda guerra mondiale, fu poi ripresa regolarmente a partire dal 1947.
Dopo l'8 settembre 1943 arriva il 4º Stormo.
Durante il dopoguerra la compagnia di bandiera, l'Alitalia, subentrò sulla rotta e oltre al volo per Roma si aggiunse quello per Catania.

Sempre in questi anni cominciarono i lavori di ampliamento dell'aerostazione passeggeri e lo scalo brindisino viene utilizzato sempre più per i voli diretti nel Medio Oriente, data la completa momentanea inagibilità di Corfù. Inoltre tra gli anni sessanta e settanta viene allungata la seconda pista.

Dal 1965 ospitava il 13º Gruppo caccia fino al 1º luglio 1993.
Dal 1970 al 1974 la Olympic Airways collega Brindisi con Corfù e, sempre nel '74, l'ATI Aero Trasporti Italiani inaugura un volo Brindisi–Bari–Genova–Milano Linate.
Negli anni ottanta le strutture dell'aeroporto vengono modificate e si realizzano nuovi edifici, tra cui una caserma dei Vigili del Fuoco ed una struttura per il traffico merci.
Con il successo che lo scalo ha vissuto negli ultimi anni, anche grazie a numerose compagnie low cost che la collegano a importanti scali nazionali e europei, l'aeroporto è stato recentemente oggetto di importanti ammodernamenti ed ampliamenti.
Con Decreto Interministeriale dell'11 settembre 2008, l'aeroporto ha assunto lo stato giuridico di aeroporto civile appartenente allo Stato, aperto al traffico militare.
Nel 2009 l'aeroporto ha avuto una crescita del 10,9% trasportando 1.082.423 passeggeri, superando per la prima volta la soglia del milione.
Il 4 febbraio 2010 la compagnia low cost irlandese Ryanair ha aperto nell'aeroporto di Brindisi una base con un velivolo basato.
Nel marzo del 2010 in assemblea dei soci di Aeroporti di Puglia fu approvata la proposta del presidente della Provincia di Brindisi Massimo Ferrarese di cambiare il nome dell'aeroporto da Papola Casale in Aeroporto del Salento.
Nel 2012 l'84º Centro C/SAR del 15º Stormo dell'Aeronautica Militare, presente dal marzo 1978, è stato trasferito sulla Base Aerea di Gioia del Colle.

### Ammodernamenti e ampliamento 2007

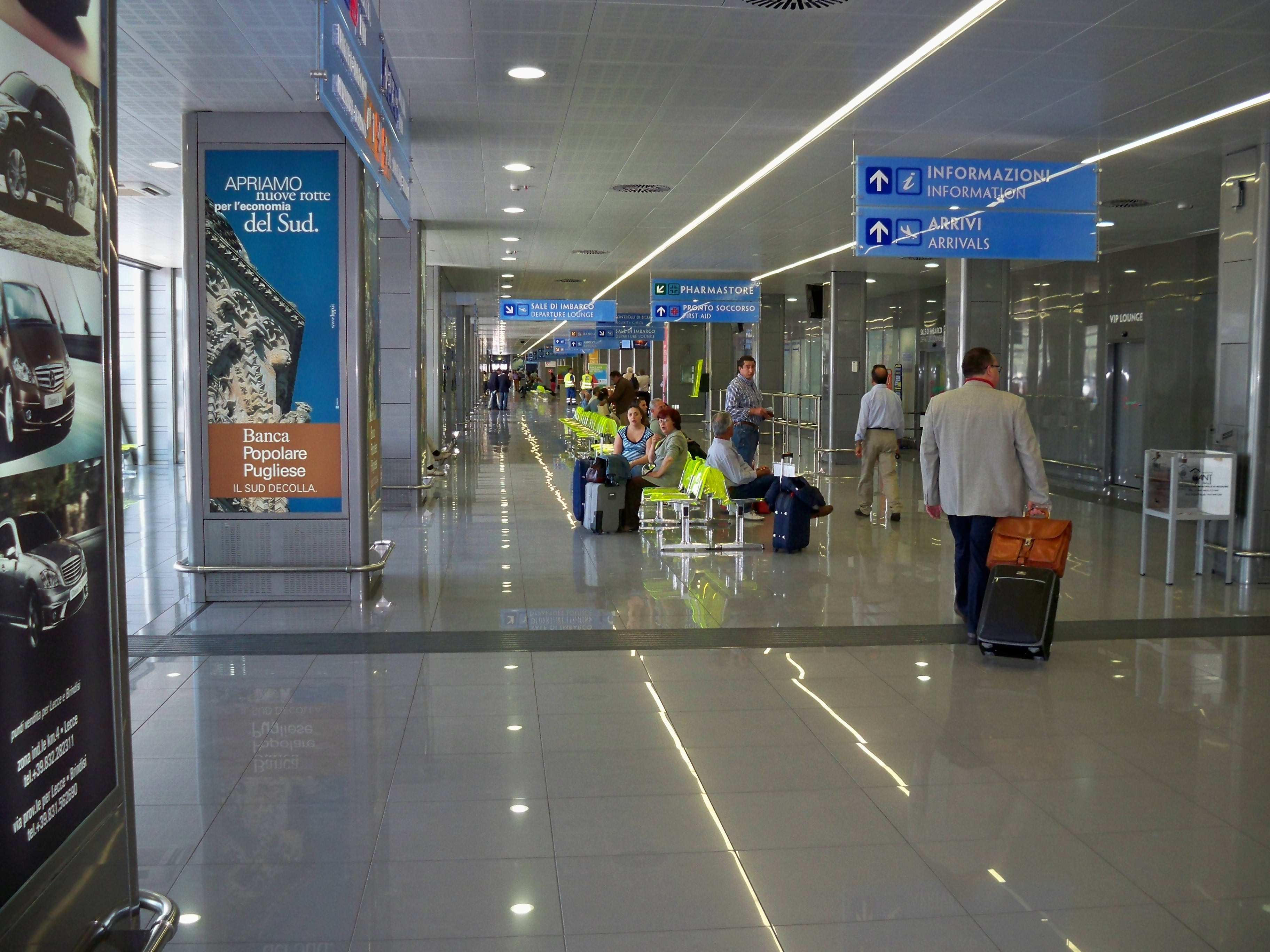
L'interno dell'Aeroporto del Salento

L'ammodernamento, per quanto riguarda l'aerostazione civile, concerne la messa a norma secondo il protocollo europeo di Schengen per il controllo e la sicurezza dei passeggeri (Misure di sicurezza Schengen ed Extra Schengen). Ma sono state interessate alla ristrutturazione anche l'area parcheggi e gli uffici dell'area manageriale della struttura. Di seguito i numeri dell'attuale aerostazione:
- Superficie coperta piano interrato: 1.430 m2
- Superficie coperta piano terra: 8.380 m2
- Superficie coperta 1º piano: 3.700 m2
- Superficie coperta palazzina autonoleggio: 385 m2
- Totale superficie: 13.895 m2
- Banchi check-in: 17 banchi
- Attesa, partenza e imbarchi: 8 gate
- Ritiro bagagli: n. 3 nastri

### Lavori per il collegamento su ferro con la rete ferroviaria nazionale
L’opera per il collegamento ferroviario con l'Aeroporto del Salento è stata interamente finanziata, anche con fondi PNRR. Per il completamento dell’opera è stato nominato Commissario Straordinario di Governo Roberto Pagone. La tratta è di circa 8 km e consentirà di collegare la Stazione ferroviaria di Brindisi con lo scalo brindisino in pochi minuti. I lavori non sono ancora iniziati (2025).

### Piano di rischio aeroportuale - adozione 2012
Con Deliberazione di Giunta n. 278 del 31/10/2012 n. 278 il Comune di Brindisi ha adottato una variante al Piano Regolatore Generale di recepimento del Piano di Rischio Aeroportuale (PRA), in attuazione dello specifico obbligo previsto dal Codice della navigazione italiano al fine di mitigare i rischi per la popolazione derivanti da incidente aereo nelle direzioni di decollo e atterraggio.

### Ampliamento del 2018
- Le sale d’imbarco dell'aerostazione sono state ampliate, per circa 1500 m²
- I gates sono passati da otto a tredici.
- Al primo piano dell’aerostazione è stata ricollocata tutta l’area dei controlli di sicurezza
- Attivato il nuovo sistema automatizzato per l’accesso dei passeggeri, (lettore ottico delle carte d’imbarco e porte automatiche) si compone di cinque varchi, uno dei quali riservato alla corsia «Fast Track».
- All’esterno, sul fronte land side, in corrispondenza delle porte d’ingresso e di uscita dell’aerostazione, sono state realizzate due pensiline di copertura.
- Ampliamento del piazzale sosta aeromobili, la cui capacità è passata da otto a dieci stand.
- È stata poi elevata (dalla «C» alla «E») la categoria del raccordo «B» di collegamento tra la pista RWY 05/23 e il piazzale di sosta aeromobili, idoneo alla movimentazione di aerei ad alta capacità (Boeing 747, Airbus A330)
- parcheggio dei mezzi di rampa
- nuove torri faro
- ripristino piazzale sosta aeromobile esistente[5]

## Statistiche
Questo grafico non è disponibile a causa di un problema tecnico.
Si prega di non rimuoverlo.
Vedi la query Wikidata di origine.
|           | 2013      | 2014      | 2015      | 2016      | 2017      | 2018      | 2019      | 2020      | 2021      | 2022      | 2023      | 2024      | Δ     |
| --------- | --------- | --------- | --------- | --------- | --------- | --------- | --------- | --------- | --------- | --------- | --------- | --------- | ----- |
| Gennaio   | 119.197   | 125.723   | 132.302   | 132.564   | 129.993   | 141.594   | 140.007   | 163.128   | 35.770    | 118.868   | 164.165   | 156.816   | 4,5%  |
| Febbraio  | 117.009   | 120.689   | 132.261   | 140.253   | 129.674   | 138.752   | 143.697   | 149.444   | 31.602    | 137.220   | 153.648   | 161.032   | 4,8%  |
| Marzo     | 136.115   | 142.784   | 153.753   | 160.205   | 155.634   | 195.486   | 169.445   | 24.305    | 33.031    | 177.419   | 188.429   | 190.291   | 1%    |
| Aprile    | 166.943   | 181.245   | 192.902   | 185.482   | 177.074   | 190.551   | 217.583   | 3         | 26.321    | 234.808   | 269.484   | 284.353   | 5,5%  |
| Maggio    | 185.211   | 204.264   | 207.239   | 212.723   | 207.467   | 215.557   | 246.767   | 5         | 50.915    | 303.206   | 302.505   | 329.370   | 8,9%  |
| Giugno    | 196.913   | 224.569   | 227.602   | 232.788   | 242.945   | 247.616   | 284.109   | 8.668     | 172.858   | 346.162   | 335.146   | 366.108   | 9,2%  |
| Luglio    | 223.709   | 245.608   | 253.838   | 270.213   | 275.849   | 278.057   | 308.034   | 130.100   | 283.408   | 385.845   | 387.557   | 405.383   | 4,6%  |
| Agosto    | 216.882   | 230.672   | 237.999   | 260.094   | 270.811   | 277.748   | 297.899   | 192.725   | 322.253   | 380.219   | 375.264   | 400.382   | 6,7%  |
| Settembre | 193.399   | 209.417   | 226.640   | 236.475   | 234.137   | 257.961   | 278.478   | 163.039   | 281.361   | 347.704   | 347.187   | 370.330   | 6,7%  |
| Ottobre   | 163.256   | 183.378   | 197.769   | 204.308   | 194.317   | 220.702   | 244.058   | 115.582   | 247.790   | 287.358   | 300.938   | 321.622   | 6,9%  |
| Novembre  | 133.565   | 145.459   | 145.219   | 143.882   | 149.761   | 153.706   | 178.224   | 30.369    | 187.313   | 171.168   | 173.256   | 195.326   | 12,7% |
| Dicembre  | 140.523   | 149.934   | 150.768   | 150.522   | 153.485   | 161.126   | 188.401   | 39.203    | 180.992   | 175.995   | 178.564   |           |       |
| TOTALE    | 1.992.722 | 2.163.742 | 2.258.292 | 2.329.509 | 2.321.147 | 2.478.856 | 2.697.749 | 1.016.571 | 1.853.449 | 3.065.962 | 3.176.143 | 3.181.013 | 6,1%  |

## Base militare, forze di pace e aiuti umanitari

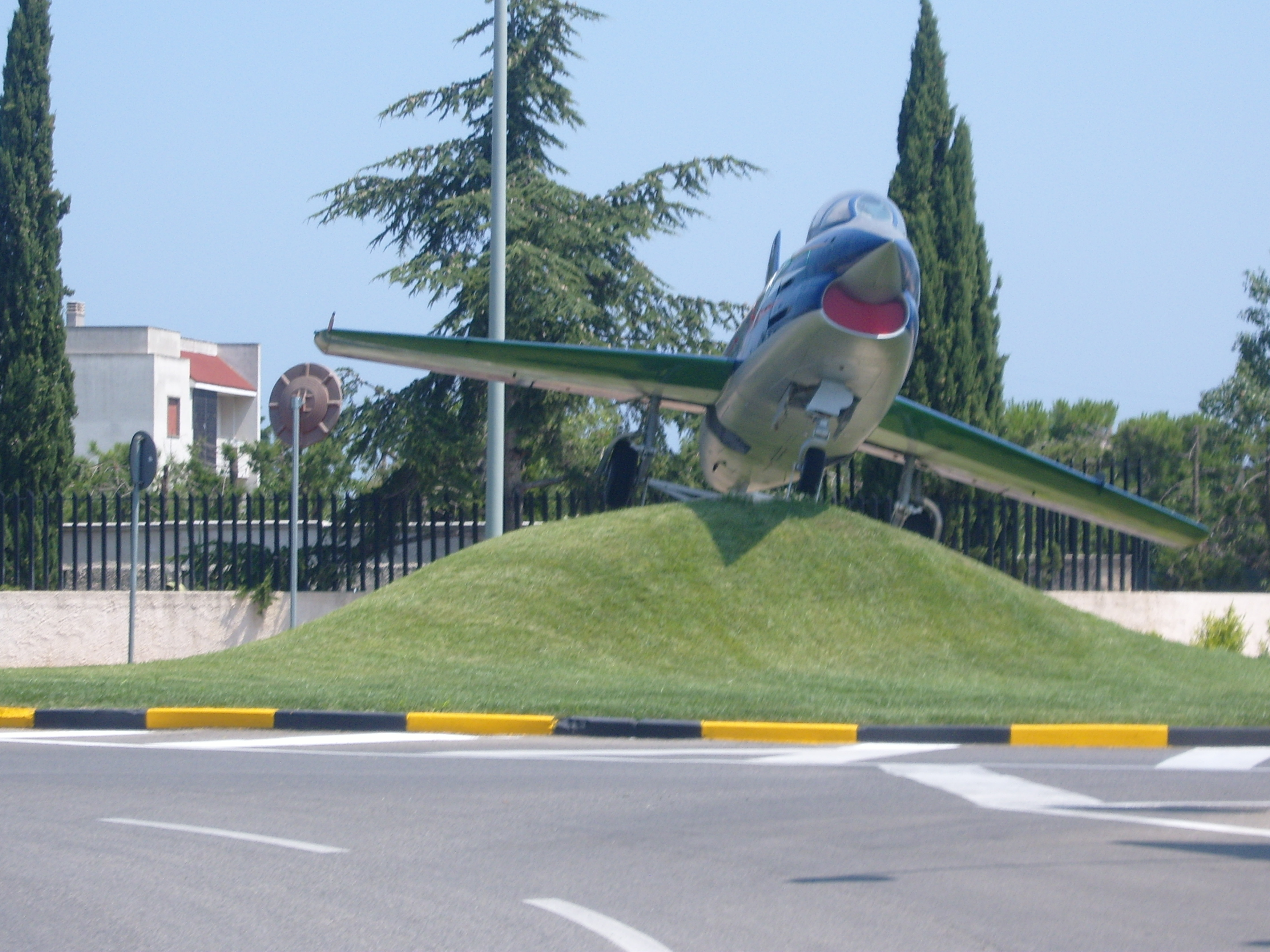
Il Fiat G.91 PAN delle Frecce Tricolori posto nel 2008 come gate guardian all'ingresso dell'aeroporto e rimosso nel 2023 per fare spazio a un albero di ficus

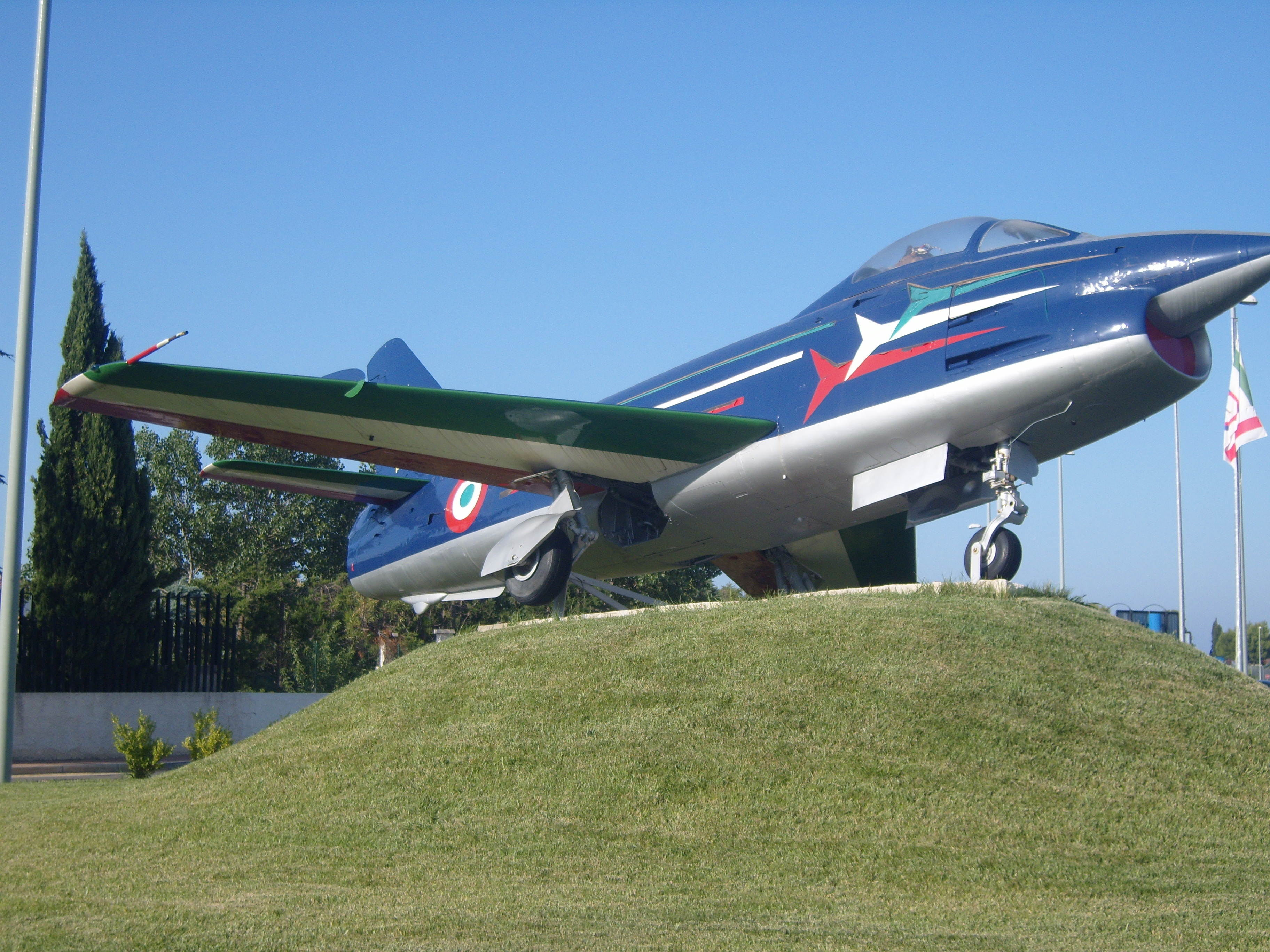
Vista laterale del G.91

Sulla Base operano attualmente le seguenti entità operative:
- Distaccamento Aeroportuale A.M.;
- Area Control Centre (ACC) di ENAV;
- Servizio Coordinamento e Controllo per l'A.M.;
- Ufficio di Sorveglianza Tecnica presso FIAT AVIO ed AGUSTA;
- 13º Servizio Tecnico Distaccato;
- Sezione Distaccata Motori
- Due Aziende Aeronautiche (l'AGUSTA, che pur operando in un proprio stabilimento, ha un accesso diretto per gli aeromobili in collaudo; AERONAVALI, che effettua revisioni di velivoli utilizzando tre hangar della Base;
- Centro Servizi Globali delle Nazioni Unite (UNGSC), base logistica a supporto delle operazioni di pace (dal 23 novembre 1994);
- Base di pronto intervento umanitario delle Nazioni Unite (UNHRD) gestita dal World Food Programme (dal 1º giugno 2000);

Gestita dal World Food Programme (WFP), la Base di Pronto Intervento Umanitario delle Nazioni Unite (UNHRD) è in grado di inviare aiuti di prima necessità in qualsiasi parte del mondo entro 24-48 ore. Dall'aeroporto di Brindisi sono partiti voli umanitari gestiti da UNHRD per con di numerose agenzie ONU, governi e organizzazioni non governative (ONG) con beni di primo soccorso e attrezzature logistiche per l'Afghanistan, l'Iraq, il Sudan in occasione del conflitto del Darfur (2003), per i Paesi del sud est asiatico devastati dallo Tsunami (2004), per il Niger a seguito della carestia del 2005, il terremoto in Pakistan (2005), e per la Birmania colpito dal ciclone Nargis (2008).
L'aeroporto è anche utilizzato come base di emergenza dai vettori operanti nel basso Adriatico e nel Canale d'Otranto e base per i velivoli che effettuavano attività di tiro presso il poligono di Punta della Contessa.
L'aeroporto di Brindisi è stato anche base di partenza per alcune missioni di ricognizione in Kosovo ed ex Jugoslavia.

## Velivoli speciali

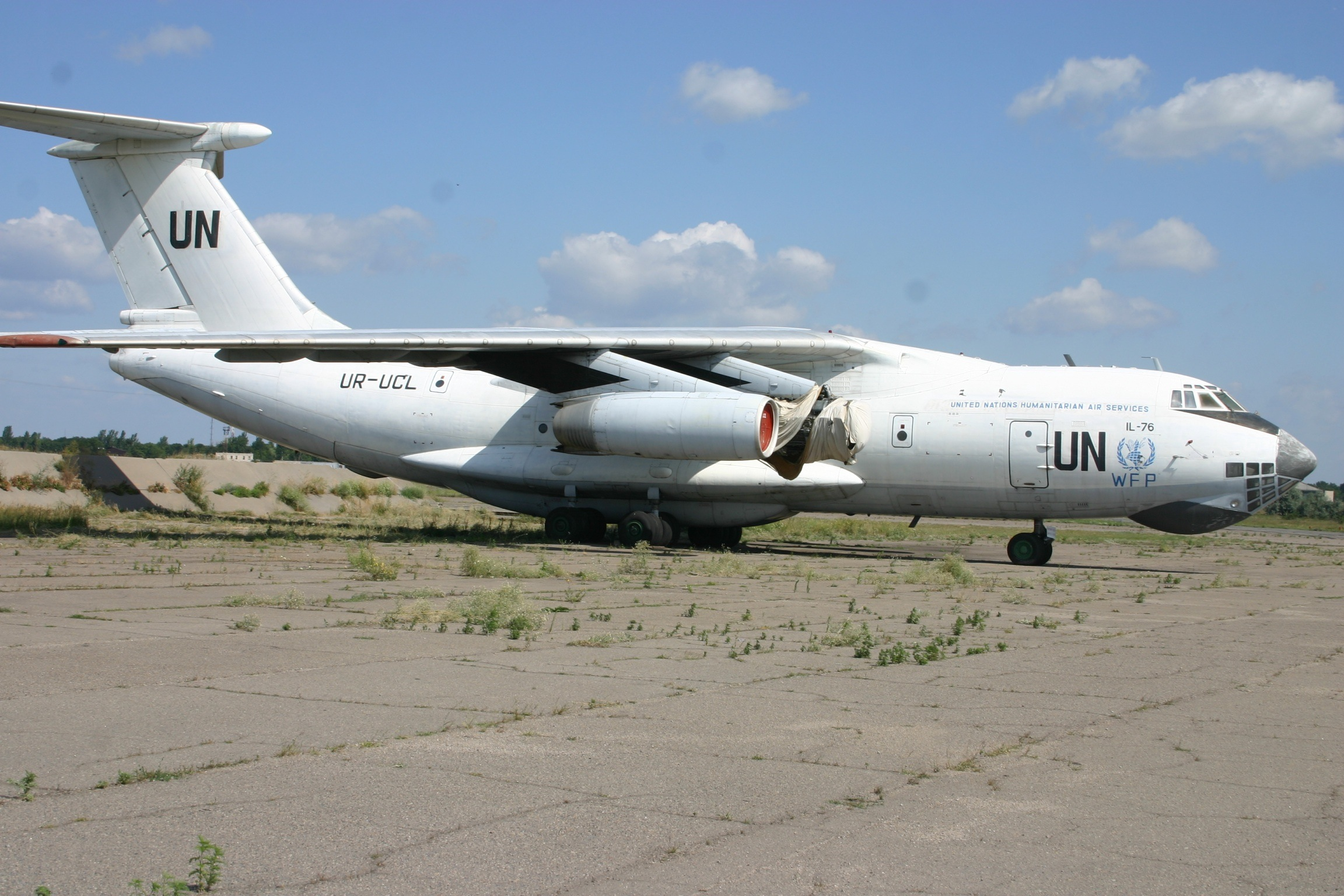
L'Ilyushin 76 basato all'Aeroporto di Brindisi dal 2004 al 2008

Nell'ambito delle operazioni della base UNHRD e del World Food Programme, dal 1º aprile 2004 un Ilyushin 76 targato UN e con il logo WFP è stato basato presso l'aeroporto di Brindisi. Il velivolo, della capacità di carico di circa 45 tonnellate, fu a disposizione di numerose organizzazioni internazionali per garantire una risposta più veloce alle emergenze umanitarie. Dopo il catastrofico terremoto e maremoto dell'Oceano Indiano del 2004, questo Ilyushin 76 fu spostato nella regione nella fase più critica della risposta umanitaria, per poi tornare a Brindisi e rimanerci fino al 2008.

## Servizi aeroportuali
- Autonoleggio
- Biglietteria aerea
- Check-in veloce
- Ascensori e scale mobili
- Deposito bagagli
- Polizia di frontiera
- Ufficio doganale
- Ufficio Informazioni e Promozione Turistica
- Wi-Fi gratuito
- Parafarmacia
- Passeggeri a ridotta mobilità
- Bancomat
- Ufficio postale
- Bar e fast food
- Ristorante
- Shopping e duty free
- Servizi Igienici
- Autobus
- Taxi
- Parcheggio
- Pronto Soccorso
- Telefono pubblico
- Aree per l'attesa

### Parcheggio
Il parcheggio coperto è antistante l'aerostazione ed è collegato con tratti di strada pedonale coperti.

## Collegamenti
L'aeroporto è raggiungibile attraverso la SS379. 
L'aeroporto è altresì collegato alla stazione ferroviaria di Brindisi, al centro cittadino e al terminal portuale attraverso il servizio "Brindisi Air&Port Link", operato in partnership tra STP Brindisi e Trenitalia. 
A partire dal 2023 sono in corso i lavori per la realizzazione della nuova bretella e stazione ferroviaria per l'aeroporto, che ne consentirà il collegamento di quest'ultima infrastruttura alla ferrovia adriatica e, quindi alla stazione centrale di Brindisi e Lecce. L'attivazione dell'infrastruttura è prevista nel mese di dicembre 2026.